# Loxothylacus longipilus
Loxothylacus longipilus is een krabbezakjessoort uit de familie van de Sacculinidae. De wetenschappelijke naam van de soort is voor het eerst geldig gepubliceerd in 1933 door Boschma.